# バレアレス級フリゲート
バレアレス級フリゲート（バレアレスきゅうフリゲート、スペイン語: fragatas clase Baleares）はスペイン海軍が運用していたミサイル・フリゲートの艦級。F-70型フリゲートとも称される。
アメリカ海軍が装備していたノックス級フリゲートの設計をもとに、航空運用能力を撤去するのと引き換えにターター・システムを搭載したものである。1973年から1976年にかけてスペイン国内で5隻が建造され、艦隊の中核的な戦力として活躍した。

## 来歴
1953年、スペインとアメリカ合衆国は米西防衛協定に調印した。これは、スペイン領内の基地の使用権をアメリカ軍に与えるのと引き換えに、アメリカがスペインに経済援助や軍事援助を与えるというものであった。当時、スペインの艦隊は全体に老朽化が進んでいたことから、資本主義陣営の一翼を担うためにも、その後10年間でフレッチャー級駆逐艦（レパント級）やブルーバード級掃海艇など26隻の艦艇がスペイン海軍に対して供与された。
そして1961年より、スペイン政府は艦隊近代化の第2陣として、新型戦闘艦の建造計画の検討に着手した。当初は対潜艦が望まれていたこともあり、まずイギリス製のリアンダー級フリゲートの建造が計画され、イギリス政府との協議が行われたものの、当時の労働党政権がフランシスコ・フランコ総統を是認していなかったため、1964年、これは頓挫した。
その後、計画は防空艦に修正され、交渉先もアメリカに変更された。1966年5月、当時アメリカ海軍が建造を進めていた新鋭護衛駆逐艦であるノックス級の設計をもとにした防空艦の建造として合意が成立した。これに基づいて建造されたのが本級である。

## 設計
本級の設計はギブス・アンド・コックス社によって行われており、上記の経緯により、基本的にはノックス級フリゲートのものを踏襲している。事実上、QH-50 DASHの発着甲板にMk.22 単装ミサイル発射機を、またそのハンガーのかわりにMk.74ミサイル射撃指揮装置（GMFCS）を設置したものであり、従って、船型は同じく中央船楼型である。
主機関も同様で、ノックス級と同じく、高圧のV2M水管ボイラー2缶と蒸気タービン1基によって1軸の推進器を駆動している。ノックス級において、同ボイラーの蒸気性状は圧力84.4 kgf/cm2 (1,200 lbf/in2)、温度538℃であった。

## 装備
本級は主兵装としてターター・システムを搭載していた。本級の搭載システムは、アメリカ海軍のブルック級とほぼ同構成であり、武器管制システム（WDS）はMk.4、ミサイル射撃指揮システム（GMFCS）はMk.74 mod.2を1基、ミサイル発射機（GMLS）はMk.22 mod.0、艦対空ミサイル（SAM）はRIM-24ターターと、ミサイルと射撃指揮装置の装備数はミサイル駆逐艦のほぼ半分程度であった。このことから、主砲用のMk.68 GFCSに2基目のMk.118-2コンピュータを追加することで、同時2目標対処を可能にした。また、後にSAMはRIM-66 SM-1MRに、Mk.74 GMFCSはmod.6に更新され、AN/SPG-51CイルミネータとMk.152コンピュータによってデジタル化された。
また対潜兵器としては、原型艦と同様のアスロック8連装発射機（Mk.16 GMLS）、後部上部構造物両舷に艦首尾線に対して45度の交角を持って配置された固定式のMk.32 mod.9短魚雷発射管に加えて、艦尾にMk.25魚雷発射管を装備した。これは有線誘導式のMk.37対潜魚雷を使用するためのもので、アメリカの護衛駆逐艦でも当初は搭載されていたものの、誘導ワイヤーが絡むなどの問題が生じて撤去されたものであった。魚雷の搭載数はMk.44/46とMk.37をあわせて41本であった。
電子戦用に搭載されたエルサーグMk.1000は、基本的にはニュートン・ガンマ・システムの派生型である。ニュートン・ガンマ・システムは、イタリアのエレトロニカ社が中型艦（1,000トン～3,000トン）向けに開発した統合電子戦システムであり、ELT-211電波探知装置とELT-318電波妨害装置（ノイズ・ジャミング用）、ELT-521電波妨害装置（欺瞞用）を備えているが、本型のエルサーグMk.1000においては、電波妨害装置は国産のCANOPUSに変更されている。
また、後には海軍戦術情報システム（NTDS）に準じたTRITAN-1戦術情報処理装置を搭載した。これはコンピュータとしてAN/UYK-20を1基、コンソールとしてOJ-194/UYA-4を5基備えており、また対潜戦用にセレニア社製コンソールを4基、さらにロックウェル社製の戦術データ・リンク端末によってリンク 11にも対応した。開発は1986年3月より着手され、初号機は1988年11月に「アストゥリアス」に搭載されて就役した。また同時に、上記のMk.74のデジタル化改修、ハープーン艦対艦ミサイルやSRN-15A戦術航法装置（TACAN）の搭載も行われた。その後、更にソナーのDE-1160LFへの換装、AN/SQS-35A可変深度ソナーやメロカCIWS、チャフ・フレア発射機の搭載改修も追加で行われている。

## 同型艦
本級は現代スペイン海軍水上艦艇の国産化の嚆矢となった存在でもある。なおアメリカの支援のもとで建造されたことから、スペイン海軍のペナント・ナンバーとともに、アメリカ海軍のハル・ナンバーも与えられている（DEG-7からDEG-11）。
| #   | 艦名                               | 進水            | 就役            | 退役   |
| --- | ---------------------------------- | --------------- | --------------- | ------ |
| F71 | バレアレス SPS Beleares            | 1970年 8月20日  | 1973年 9月24日  | 2004年 |
| F72 | アンダルシーア SPS Andalucía       | 1971年 3月30日  | 1974年 5月23日  | 2005年 |
| F74 | アストゥリアス SPS Asturias        | 1972年 3月13日  | 1975年 12月2日  | 2009年 |
| F73 | カタルーニャ SPS Cataluña          | 1971年 11月3日  | 1975年 1月16日  | 2004年 |
| F75 | エストレマドゥーラ SPS Extremadura | 1972年 11月21日 | 1976年 11月10日 | 2006年 |